# أسك (النرويج)
أسك (بالنرويجية: Ask‏) قرية نرويجية، وهي المركز الإداري لبلدية ياردروم في النرويج. تقع على بعد حوالي 20 كم شمال شرق أوسلو. بلغ عدد سكانها 6890 نسمة حسب تعداد 2020.
تحتوي أسك على مركز مجتمعي ومدارس ورياض أطفال ومركز تدريب ومحلات تجارية وحانة ومطاعم وفندق ، وفقًا للمعلومات العامة.

## الانهيار الأرضي 2020
في الساعات الأولى من يوم 30 ديسمبر، أدى انهيار أرضي طيني، إلى حفرة مساحتها 300 × 700 متر، مما أسفر عن مقتل سبعة أشخاص على الأقل، وإصابة أكثر من 10 آخرين، كما دمّر العديد من المباني.

## روابط خارجية
- أسك المكتبة العامة